# Simonton
Simonton è un centro abitato degli Stati Uniti d'America situato nella contea di Fort Bend dello Stato del Texas.
La popolazione era di 814 persone al censimento del 2010. Fa parte dell'area metropolitana di Houston–The Woodlands–Sugar Land.

## Geografia fisica
Simonton è situata a 29°40′47″N 95°59′25″W (29.679783, -95.990302).
Secondo lo United States Census Bureau, ha un'area totale di 2,0 miglia quadrate (5,2 km²).

## Società

### Evoluzione demografica
Secondo il censimento del 2000, c'erano 718 persone, 264 nuclei familiari e 206 famiglie residenti nella città. La densità di popolazione era di 354,4 persone per miglio quadrato (136,6/km²). C'erano 282 unità abitative a una densità media di 139,2 per miglio quadrato (53,6/km²). La composizione etnica della città era formata dal 91,64% di bianchi, il 5,01% di afroamericani, lo 0,28% di asiatici, lo 0,14% di isolani del Pacifico, l'1,95% di altre razze, e lo 0,97% di due o più etnie. Ispanici o latinos di qualunque razza erano il 6,13% della popolazione.
C'erano 264 nuclei familiari di cui il 34,8% aveva figli di età inferiore ai 18 anni, il 71,6% erano coppie sposate conviventi, il 3,8% aveva un capofamiglia femmina senza marito, e il 21,6% erano non-famiglie. Il 18,6% di tutti i nuclei familiari erano individuali e il 7,6% aveva componenti con un'età di 65 anni o più che vivevano da soli. Il numero di componenti medio di un nucleo familiare era di 2,72 e quello di una famiglia era di 3,07.
The city population is evenly spread: il 25,9% is under the age of 18, il 4,7% is between 18 e 24, il 29,0% is di 25 to 44, il 30,4% di persone dai 45 ai 64 anni, e il 10,0% di persone di 65 anni o più. L'età media era di 41 anni. Per ogni 100 femmine c'erano 102,8 maschi. Per ogni 100 femmine dai 18 anni in giù, c'erano 96,3 maschi.
Il reddito medio di un nucleo familiare era di 72.833 dollari, e quello di una famiglia era di 81.905 dollari. I maschi avevano un reddito medio di 51.842 dollari contro i 30.333 dollari delle femmine. Il reddito pro capite era di 30.669 dollari. Circa il 2,5% delle famiglie e il 5,3% della popolazione erano sotto la soglia di povertà, incluso il 7,9% di persone sotto i 18 anni e il 5,8% di persone di 65 anni o più.